# Lagulhac de l'Aucha
Lagulhac de l'Aucha (en francès Léguillac-de-l'Auche) és un municipi francès situat al departament de la Dordonya i a la regió de la Nova Aquitània.

## Demografia
| 1962                                       | 1968 | 1975 | 1982 | 1990 | 1999 | 2007 |
| ------------------------------------------ | ---- | ---- | ---- | ---- | ---- | ---- |
| 440                                        | 383  | 377  | 493  | 635  | 638  | 831  |
| Des de 1962: població sense dobles comptes |      |      |      |      |      |      |

## Administració
| Període   | Identitat          | Partit        |
| --------- | ------------------ | ------------- |
| 1977-1989 | Maurice Voiry      |               |
| 1989-2003 | Michel Berger      |               |
| 2003-2008 | Micheline Vergnaud | Divers droite |
| 2008-     | Didier Banizette   | PS            |